# Amphiesma frenatum
Amphiesma frenatum là một loài rắn trong họ Colubridae. Loài này được Dunn mô tả khoa học đầu tiên năm 1923.